# Rock Your Baby
Singles de George McCrae
Back Dues
(1972) I Can't Leave You Alone
(1974)
Rock Your Baby est une chanson disco écrite et composée par Harry Wayne Casey et Richard Finch et interprétée par le chanteur américain George McCrae. Sortie en single en avril 1974, elle est extraite de l'album du même titre.
Elle est considérée comme un titre de référence du disco, genre musical alors émergent, et s'est vendue à environ 11 000 000 d'exemplaires dans le monde,.
Selon John Lennon lui-même, Rock Your Baby est une source d'inspiration de sa chanson Whatever Gets You Thru the Night sortie la même année.
Dancing Queen du groupe ABBA en est également inspirée.

## Composition et enregistrement
La chanson est écrite et composée par Harry Wayne Casey et Richard Finch, membres du groupe KC and the Sunshine Band qu'ils ont formé en 1973 et n'a pas encore de tubes à son actif.
Ils font enregistrer Rock Your Baby par George McCrae car il possède la bonne tessiture de voix pour ce morceau. En effet, Harry Wayne Casey n'était pas satisfait du résultat qu'il obtenait avec sa voix,.
Le guitariste Jerome Smith est embauché pour la session d'enregistrement et devient par la suite membre du groupe KC and the Sunshine Band. Casey joue des claviers, Richard Finch de la basse et de la batterie, accompagné par une boîte à rythmes, un instrument peu utilisé à cette époque.

## Reprises
La chanson a été reprise par divers artistes. Certaines versions sont entrées dans les hit-parades comme celles de Julius Green en 1982, de Disco Connection la même année, ou du groupe de dance KWS en 1992.

## Classements hebdomadaires
| Classement (1974-1975)                  | Meilleure position |
| --------------------------------------- | ------------------ |
| Afrique du Sud (Springbok Radio)        | 2                  |
| Allemagne (GfK Entertainment)           | 1                  |
| Australie (Kent Music Report)           | 2                  |
| Autriche (Ö3 Austria Top 40)            | 1                  |
| Belgique (Flandre Ultratop 50 Singles)  | 1                  |
| Belgique (Wallonie Ultratop 50 Singles) | 1                  |
| Canada (RPM 100 Singles)                | 1                  |
| Canada (RPM Adult Contemporary)         | 1                  |
| États-Unis (Billboard Hot 100)          | 1                  |
| États-Unis (Hot Soul Singles)           | 1                  |
| Irlande (IRMA)                          | 3                  |
| Italie (FIMI)                           | 2                  |
| Norvège (VG-lista)                      | 1                  |
| Nouvelle-Zélande (RMNZ)                 | 34                 |
| Pays-Bas (Nederlandse Top 40)           | 1                  |
| Pays-Bas (Single Top 100)               | 1                  |
| Royaume-Uni (UK Singles Chart)          | 1                  |
| Suisse (Schweizer Hitparade)            | 1                  |

| Classement (1987)              | Meilleure position |
| ------------------------------ | ------------------ |
| Royaume-Uni (UK Singles Chart) | 92                 |

| Classement (1982)                      | Meilleure position |
| -------------------------------------- | ------------------ |
| Belgique (Flandre Ultratop 50 Singles) | 13                 |
| Pays-Bas (Nederlandse Top 40)          | 11                 |
| Pays-Bas (Single Top 100)              | 6                  |

| Classement (1982)                      | Meilleure position |
| -------------------------------------- | ------------------ |
| Belgique (Flandre Ultratop 50 Singles) | 35                 |

| Classement (1992)              | Meilleure position |
| ------------------------------ | ------------------ |
| Australie (ARIA)               | 38                 |
| Irlande (IRMA)                 | 6                  |
| Nouvelle-Zélande (RMNZ)        | 32                 |
| Royaume-Uni (UK Singles Chart) | 8                  |

## Certifications
George McCrae
| Pays              | Certification | Unités certifiées |
| ----------------- | ------------- | ----------------- |
| Royaume-Uni (BPI) | Or            | 500 000           |